# 拉尔斯·彼得松
拉尔斯·彼得松（瑞典語：Lars Pettersson，1925年3月19日—1971年5月8日），瑞典男子冰球运动员，1945年开始职业生涯。他曾代表瑞典国家队参加1952年冬季奥林匹克运动会冰球比赛，获得一枚铜牌。